# Consell General del Var

Logo del Consell General

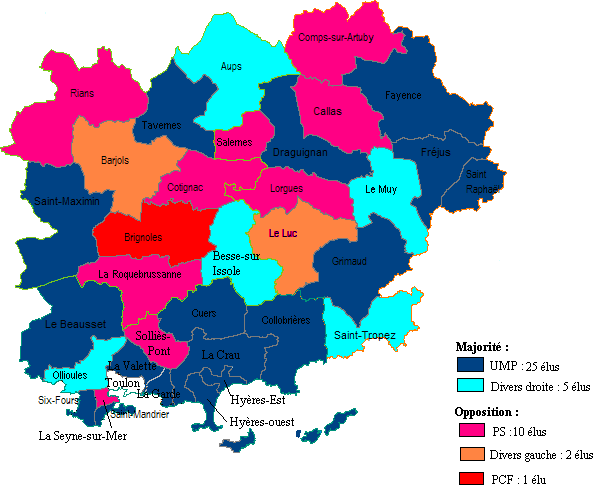
Color polític dels cantons del Departament

El Consell General del Var (en occità Conselh Generau de Var) és l'assemblea deliberant executiva del departament francès del Var, a la regió del Provença – Alps – Costa Blava.
La seu es troba a Toló i des de 2002 el president és Horace Lanfranchi (UMP).

## Antics presidents
| Nom | Nom               | Nom             | Dades de mandat | Dades de mandat | Partit |
| --- | ----------------- | --------------- | --------------- | --------------- | ------ |
| 1   | Édouard Soldani   |                 | 1956            | 1985            | PS     |
| 2   | Maurice Arreckx   | Maurice Arreckx | 1985            | 1994            | UDF    |
| 3   | Hubert Falco      | Hubert Falco    | 1994            | 2002            | UMP    |
| 4   | Horace Lanfranchi |                 | 2002            | En curs         | UMP    |

## Composició
El març de 2008 el Consell General del Var era constituït per 43 elegits pels 43 cantons del Var.
| Partit                        | Sigles | Electes |
| ----------------------------- | ------ | ------- |
| Oposició (13 escons)          |        |         |
| Partit Socialista             | PS     | 10      |
| Partit Comunista              | PCF    | 1       |
| Divers Gauche                 | DVG    | 2       |
| Majoria (30 escons)           |        |         |
| Unió pel Moviment Popular     | UMP    | 25      |
| Divers Droite                 | DVD    | 4       |
| Moviment Demòcrata            | MoDem  | 1       |
| President del Consell General |        |         |
| Horace Lanfranchi (UMP)       |        |         |